# Liste der Monuments historiques in Cœur-de-la-Vallée
Die Liste der Monuments historiques in Cœur-de-la-Vallée führt die Monuments historiques in der französischen Gemeinde Cœur-de-la-Vallée auf.

## Liste der Immobilien
| Bezeichnung      | Beschreibung            | Standort                  | Kennzeichnung | Schutzstatus | Datum | Bild           |
| ---------------- | ----------------------- | ------------------------- | ------------- | ------------ | ----- | -------------- |
| Kirche St-Martin | aus dem 12. Jahrhundert | Reuil, rue du Pont (Lage) | PA00078829    | Classé       | 1919  | weitere Bilder |

## Liste der Objekte
| Bezeichnung       | Beschreibung                                            | Standort                                                | Kennzeichnung | Schutzstatus    | Datum  | Bild |
| ----------------- | ------------------------------------------------------- | ------------------------------------------------------- | ------------- | --------------- | ------ | ---- |
| Kirchenfenster    | bezeichnet 1577; während des Ersten Weltkriegs zerstört | Reuil, in der Kirche St-Martin (Lage)                   | PM51001588    | Classé gelöscht | ? 1942 |      |
| Relief Kreuzigung | Stein, 16. Jahrhundert                                  | Reuil, in der Kirche St-Martin (Lage)                   | PM51000942    | Classé          | 1908   |      |
| Zwei Grabsteine   | Stein, 16. Jahrhundert                                  | Reuil, in der Kirche St-Martin (Lage)                   | PM51000943    | Classé          | 1908   |      |
| Chorgestühl       | Eichenholz, 17. Jahrhundert; Verbleib unbekannt         | Villers-sous-Châtillon, in der Kirche St-Jacques (Lage) | PM51001183    | Classé          | 1908   |      |
| Kronleuchter      | Kristallglas, 17. Jahrhundert; Verbleib unbekannt       | Villers-sous-Châtillon, in der Kirche St-Jacques (Lage) | PM51001182    | Classé          | 1908   |      |